# Bahianthus viscosus
Bahianthus viscosus là một loài thực vật có hoa trong họ Cúc. Loài này được (Spreng.) R.M.King & H.Rob. mô tả khoa học đầu tiên năm 1972. Chúng là loài đặc hữu của Brazil.